# GMS
GMS ou Growling Mad Scientists era uma dupla musical de trance psicodélico formada por Riktam e Bansi. A dupla chegou ao fim no dia 18 de Junho de 2018 quando Bansi faleceu, vítima de mieloma múltiplo, um tipo de câncer que atinge a medula óssea. O artista já lutava contra a doença a mais de seis meses.
A dupla percorreu bastante palcos no mundo, espalhando a sua música  "futurista" criando uma atmosfera de fantasia a cada apresentação. Foram responsáveis por diversos hits dentro da cena eletrônica, e até hoje são referência para muitos produtos do gênero.

## História
O Growling Mad Scientists (GMS) teve seu início em Amesterdã, ambos os garotos por volta dos 16 anos de idade, no ano de 1995. Alguns anos depois, o grupo transferiu seu estúdio para Ibiza.
Riktam, mais conhecido como Shajaram Matkin e por ser irmão de Shanti Matkin, tem um projeto paralelo junto com o DJ Brasileiro Gabe, no qual se chama Growling Machines.
Riktam Matkin e Joseph Bansi Quinteros conhecido por Bansi Quinteros (falecido em 19 de junho de 2018 por conta de câncer) também estiveram juntos em outros projetos de psy-trance (full on) como o Soudaholix, Zorba e 1200 Micrograms, tendo vendido mais de 300 000 CD, em mais de 150 releases, com 8 álbuns & 10 compilações em suas carreiras.
Em 1999 a dupla fundou a Spun Records, que seria a primeira gravadora de psy-trance nos Estados Unidos e em 2002 abriu uma franquia em Ibiza, Espanha.

## Discografia
- Chaos Laboratory (Hadshot Haheizar, 1997)
- The Growly Family (TIP Records, 1998)
- GMS Vs. Systembusters (Spun Records, 1999)
- Tri-Ball University (TIP Records, 2000)
- The Hitz (TIP Records, 2000)
- No Rules (GMS album)|No Rules (Spirit Zone Records, 2002)
- The Remixes (GMS album)|The Remixes (Spun Records, 2003)
- Emergency Broadcast System (album)|Emergency Broadcast System (Spun Records, 2005)

## Prêmios
Ibiza DJ Awards
- 2001 Best International DJ Psychedelic Trance[1]
- 2009 Best International DJ Psychedelic Trance[2]